# 切爾滕納姆 (馬里蘭州)
切爾滕納姆（英語：Cheltenham）是位於美國馬里蘭州佐治王子縣的一個非建制地區。

## 地理
切爾滕納姆所處的海拔為高於海平面74米（即243英呎），而該地所採用的時區為UTC-5，即北美东部時區（EST）。同時該地設有夏令時間，為UTC-5調快一小時，即UTC-4（EDT）。